# Wasilij Osienienko
Wasilij Nikołajewicz Osienienko (ros. Василий Николаевич Осененко, ur. 18 stycznia?/31 stycznia 1916 we wsi Lipniki w powiecie dziśnieńskim (obecnie w rejonie postawskim), zm. 13 czerwca 1977 w Witebsku) – działacz partyjny i państwowy Białoruskiej SRR, Bohater Pracy Socjalistycznej (1966).

## Życiorys
Urodził się w biednej białoruskiej rodzinie chłopskiej. W latach 30. wraz z bratem działał w Komunistycznym Związku Młodzieży Zachodniej Białorusi w powiecie postawskim, po agresji ZSRR na Polskę 1939 wstąpił do Komsomołu, 1940–1941 pracował w Zarządzie NKWD obwodu wilejskiego, po ataku Niemiec na ZSRR brał udział w ewakuacji urzędów z Postaw. Podczas niemieckiej okupacji brał aktywny udział w ruchu partyzanckim i podziemnych organizacjach komunistycznych, m.in. Wilejskim Komitecie Obwodowym Komunistycznej Partii (bolszewików) Białorusi (został członkiem partii w 1944) i Wilejskiego Obwodowego Komitetu Komsomołu; w grudniu 1942 roku został sekretarzem podziemnego rejonowego komitetu Komsomołu. W maju 1942 roku wstąpił do oddziału dowodzonego przez Fiodora Markowa, w listopadzie 1942 roku przemianowanego na Brygadę im. Woroszyłowa; Osienienko był członkiem oddziału im. Suworowa, a od grudnia 1943 roku oddziału „Sława” wchodzącego w skład tej brygady. Brał udział w wielu akcjach Brygady im. Woroszyłowa. Latem 1944 roku został zastępcą przewodniczącego komitetu wykonawczego rady rejonowej w Postawach, później przewodniczącym komitetu wykonawczego rady rejonowej w Wilejce, a 1950–1956 w Ostrowcu. Po ukończeniu w 1958 Wyższej Szkoły Partyjnej przy KC KPZR został I sekretarzem rejonowego komitetu KPB w Duniłowiczach, od stycznia 1960 do 1962 był przewodniczącym komitetu wykonawczego rady rejonowej w Głębokiem, 1962–1967 I sekretarzem rejonowego komitetu KPB, a 1967–1976 przewodniczącym komisji partyjnej przy Komitecie Obwodowym KPB w Witebsku. W latach 1966–1971 był członkiem KC KPB, poza tym członkiem Komitetu Obwodowego KPB w Witebsku i deputowanym do Rady Najwyższej Białoruskiej SRR 2 kadencji (1947–1951) i 7 kadencji (1963–1967) oraz deputowanym Witebskiej Rady Obwodowej.

## Odznaczenia
- Złoty Medal „Sierp i Młot” Bohatera Pracy Socjalistycznej (23 czerwca 1966)
- Order Lenina (23 czerwca 1966)
- Order Czerwonego Sztandaru (5 października 1944)
- Order Wojny Ojczyźnianej I klasy (5 października 1944)
- Medal za Odwagę
- Medal Partyzantowi Wojny Ojczyźnianej I klasy (dwukrotnie - 19 czerwca 1947 i 7 marca 1949)

I inne.